# Allopauropus polyramatus
Allopauropus polyramatus är en mångfotingart som beskrevs av Ulf Scheller 1970. Allopauropus polyramatus ingår i släktet småfåfotingar, och familjen fåfotingar. Inga underarter finns listade i Catalogue of Life.